# Michelle O’Neill
MichelleO’Neill (Fermoy, Cork megye, 1977. január 10. –) északír politikus, 2018-től a Sinn Féin helyettes elnöke.

## Élete
Iskoláit a dungannoni St. Patrick Akadémián végezte.
2007 az északír parlament tagja lett.
2011 és 2016 között mezőgazdasági és vidékfejlesztési miniszter volt Észak-Írország regionális kormányában, 2016. május 25-től pedig egészségügyi miniszter.